# Bolotivka, Burîn
Bolotivka (în ucraineană Болотівка) este un sat în comuna Bijivka din raionul Burîn, regiunea Sumî, Ucraina.

## Demografie
Componența lingvistică a localității Bolotivka
     Ucraineană (93,89%)
     Belarusă (3,82%)
     Rusă (1,53%)
Conform recensământului din 2001, majoritatea populației localității Bolotivka era vorbitoare de ucraineană (93,89%), existând în minoritate și vorbitori de belarusă (3,82%) și rusă (1,53%).